# Thể dục dụng cụ tại Đại hội Thể thao Đông Nam Á 2003
Tại kỳ Đại hội Thể thao Đông Nam Á năm 2003, môn Thể dục dụng cụ được chia thành ba phân môn: thể dục dụng cụ nghệ thuật, thể dục nhịp điệu và thể dục aerobic. Các nội dung thể dục dụng cụ nghệ thuật được tổ chức từ ngày 5 đến ngày 8 tháng 12; thể dục nhịp điệu diễn ra từ ngày 9 đến ngày 11 tháng 12; còn thể dục aerobic được thi đấu vào ngày 12 tháng 12. Tất cả các nội dung đều được tổ chức tại Cung thể thao Quần Ngựa, Hà Nội, Việt Nam.

## Tóm tắt kết quả

### Thể dục nghệ thuật

#### Nam
| Nội dung           | Vàng | Bạc | Đồng |
| ------------------ | --- | --- | --- |
| Toàn năng đồng đội | Thái Lan (THA) · Eakaraj Chankroong · Panitan Hongthong · Rartchawat Kaewpany · Sattra Suwansa · Saran Suwansa · Thitipong Sukdee | Malaysia (MAS) · Loke Yik Siang · Ng Shu Wai · Onn Kwang Tung · Ooi Wei Siang · Heng Wah Mai · Ng Shu Mun | Philippines (PHI) · Ramirez Roell · Sy Bonnie Brydon Jr · Ramirez Al L · Ramirez Ronnie L · Ramirez Rico L · Faustino Neil |
| Toàn năng cá nhân  | Ng Shu Wai · Malaysia | Sattra Suwansa · Thái Lan                                                                                 | Ramirez Roell · Philippines                                                                                                |
| Thể dục tự do      | Ng Shu Wai · Malaysia | Loke Yik Siang · Malaysia                                                                                 | Mohammad Aldilla Akbar · Indonesia                                                                                         |
| Ngựa tay quay      | Onn Kwang Tung · Malaysia | Trương Minh Sang · Việt Nam · Sattra Suwansa · Thái Lan                                                   | |
| Vòng treo          | Nguyễn Minh Tuấn · Việt Nam · Faustino Neil · Philippines                                                                         | | Eakaraj Chankroong · Thái Lan                                                                                              |
| Nhảy chống         | Ramirez Roel L · Philippines | Ng Shu Wai · Malaysia                                                                                     | Nguyễn Minh Tuấn · Việt Nam                                                                                                |
| Xà kép             | Dương Ngọc Đàm · Việt Nam · Sattra Suwansa · Thái Lan                                                                             | | Sy Bonnie Brydon Jr · Philippines                                                                                          |
| Xà đơn             | Sattra Suwansa · Thái Lan | Ooi Wei Siang · Malaysia                                                                                  | Nguyễn Hà Thanh · Việt Nam                                                                                                 |

#### Nữ
| Nội dung           | Vàng | Bạc | Đồng |
| ------------------ | --- | --- | --- |
| Toàn năng đồng đội | Việt Nam (VIE) · Nguyễn Thùy Dương · Đỗ Thị Ngân Thương · Đào Thùy Linh · Dương Minh Hằng · Phan Thị Hà Thanh · Trần Thị Phương Thảo | Singapore (SIN) · Sai You Zi · Hoe Pei Shan · Lim Heem Wei · Lee Wen · Low Sanmay · Nur Atikah Nabilah | Thái Lan (THA) · Natthakan Khanchai · Krittaporn Sawangsri · Nuttapornkunchai · Pakkinee Hmuaktanod · Maliwan Duangfoo · Tityubol Banlengkan |
| Toàn năng cá nhân  | Nurul Fatiha Abdul Hamid · Malaysia                                                                                                  | Low Sanmay · Singapore                                                                                 | Đỗ Thị Ngân Thương · Việt Nam |
| Nhảy chống         | Dewi Prahara · Indonesia | Đỗ Thị Ngân Thương · Việt Nam                                                                          | Nuttapornkunchai · Thái Lan |
| Xà lệch            | Đỗ Thị Ngân Thương · Việt Nam | Afrina Suryani Siahaan · Indonesia                                                                     | Espiritu Phoebe Danielle M · Philippines |
| Cầu thăng bằng     | Nurul Fatiha Abdul Hamid · Malaysia                                                                                                  | Lim Heem Wei · Singapore                                                                               | Yap Yee Yin · Malaysia |
| Thể dục tự do      | Krittaporn Sawangsri · Thái Lan | Natthakan Khanchai · Thái Lan                                                                          | Low Sanmay · Singapore |

### Thể dục nhịp điệu
| Event              | Vàng                                                                                        | Bạc                                                                                                | Đồng                                                                         |
| ------------------ | ------------------------------------------------------------------------------------------- | -------------------------------------------------------------------------------------------------- | ---------------------------------------------------------------------------- |
| Toàn năng đồng đội | Malaysia (MAS) · Foong Seow Ting · Durratun Nashihin Bt Rosli · See Hui Yee · Lim Wen Chean | Thái Lan (THA) · Nuttaya Wangwongsak · Ploychompu Phayonru · Sarochinee Sawakchi · Tharatip Sridee | Indonesia (INA) · Yuliyanti · Cici Mitasari · Natalia · Yanti Yoseva Siahaan |
| Toàn năng cá nhân  | Durratun Nashihin Bt Rosli · Malaysia                                                       | Foong Seow Ting · Malaysia                                                                         | Tharatip Sridee · Thái Lan                                                   |
| Vòng               | Durratun Nashihin Bt Rosli · Malaysia                                                       | Tharatip Sridee · Thái Lan                                                                         | See Hui Yee · Malaysia                                                       |
| Bóng               | Tharatip Sridee · Thái Lan                                                                  | Durratun Nashihin Bt Rosli · Malaysia                                                              | Foong Seow Ting · Malaysia                                                   |
| Chùy               | Durratun Nashihin Bt Rosli · Malaysia                                                       | Lim Wen Chean · Malaysia                                                                           | Tharatip Sridee · Thái Lan · Hồ Thanh Tú · Việt Nam                          |
| Lụa                | Tharatip Sridee · Thái Lan                                                                  | Lim Wen Chean · Malaysia                                                                           | Durratun Nashihin Bt Rosli · Malaysia                                        |

### Thể dục Aerobic
| Nội dung     | Vàng                                                              | Bạc                                                                        | Đồng                                                     |
| ------------ | ----------------------------------------------------------------- | -------------------------------------------------------------------------- | -------------------------------------------------------- |
| Đơn nam      | Lody · Indonesia                                                  | Nguyễn Thanh Huy · Việt Nam                                                | Trần Minh Khôi · Việt Nam                                |
| Đơn nữ       | Trịnh Hồng Thanh · Việt Nam                                       | Mai Bích Lâm · Việt Nam                                                    | Inggrid Widyati T · Indonesia                            |
| Đôi nam nữ   | Việt Nam (VIE) · Nguyễn Tấn Thành · Nguyễn Thị Thanh Hiền         | Indonesia (INA) · Tyana Dewi Koesumawati · Fahmy Fachrezzy                 | Philippines (PHI) · Roy Jill Anne E · Peralta Brian S    |
| Nhóm 3 người | Việt Nam (VIE) · Thái Anh Tuấn · Nguyễn Tấn Thành · Khưu Tấn Phát | Thái Lan (THA) · Torchat Pinthong · Wanchai Kanjanapimine · Nattawut Pimpa | Indonesia (INA) · Lody · Abdullah Maad · Fahmy Fachrezzy |

## Kết quả

### Thể dục nghệ thuật

#### Nội dung của nam

##### Toàn năng đồng đội
5 tháng 12
| Vận động viên                | Thể dục tự do | Thể dục tự do | Ngựa tay quay | Ngựa tay quay | Vòng treo | Vòng treo | Nhảy chống | Nhảy chống | Xà kép | Xà kép | Xà đơn | Xà đơn | Tổng cộng | Tổng cộng |
| Vận động viên                | Điểm          | Hạng          | Điểm          | Hạng          | Điểm      | Hạng      | Điểm       | Hạng       | Điểm   | Hạng   | Điểm   | Hạng   | Điểm      | Hạng      |
| Thái Lan (THA)               | 34.950        | 1             | 35.500        | 1             | 35.800    | 2         | 35.250     | 3          | 34.700 | 1      | 34.450 | 2      | 210.650   | 1         |
| ---------------------------- | ------------- | ------------- | ------------- | ------------- | --------- | --------- | ---------- | ---------- | ------ | ------ | ------ | ------ | --------- | --------- |
| Sattra Suwansa (THA)         | 8.700         | 6             | 9.250         | 1             | 8.700     | 9         | 8.950      | 7          | 8.800  | 2      | 8.700  | 5      | 53.100    | 2         |
| Eakaraj Chankroong (THA)     | 8.650         | 11            | 8.900         | 4             | 9.400     | 4         | 8.300      | 22         | 8.050  | 14     | 8.450  | 11     | 51.750    | 4         |
| Panitan Hongthong (THA)      | 8.700         | 5             | 7.450         | 18            | 9.100     | 6         | 8.800      | 12         | 8.700  | 7      | 8.550  | 8      | 51.300    | 6         |
| Saran Suwansa (THA)          | 8.700         | 7             | 8.750         | 7             | 8.000     | 16        | 8.700      | 15         | 8.750  | 5      | 8.300  | 12     | 51.200    | 8         |
| Rartchawat Kaewpany (THA)    | 8.850         | 3             |               |               |           |           | 8.800      | 12         | 8.450  | 8      | 8.750  | 4      | 34.850    | 18        |
| Thitipong Sukdee (THA)       |               |               | 8.600         | 9             | 8.600     | 10        |            |            |        |        |        |        | 17.200    | 29        |
|                              |               |               |               |               |           |           |            |            |        |        |        |        |           |           |
| Malaysia (MAS)               | 34.250        | 2             | 34.800        | 2             | 36.200    | 1         | 36.250     | 1          | 33.300 | 2      | 34.900 | 1      | 209.700   | 2         |
| Ng Shu Wai (MAS)             | 9.200         | 1             | 8.650         | 8             | 9.450     | 3         | 9.300      | 1          | 8.750  | 3      | 9.050  | 1      | 54.400    | 1         |
| Loke Yik Siang (MAS)         | 8.650         | 10            | 9.100         | 3             | 9.100     | 7         | 9.100      | 4          | 8.050  | 15     | 8.250  | 14     | 52.250    | 3         |
| Ooi Wei Siang (MAS)          | 7.950         | 23            | 7.850         | 14            | 8.300     | 12        | 9.100      | 4          | 8.200  | 11     | 8.950  | 2      | 50.350    | 9         |
| Ng Shu Mun (MAS)             | 8.100         | 22            | 7.250         | 19            |           |           | 8.750      | 12         | 8.300  | 10     | 8.250  | 15     | 40.650    | 15        |
| Onn Kwang Tung (MAS)         |               |               | 9.200         | 2             | 8.100     | 15        |            |            |        |        | 8.650  | 7      | 25.950    | 22        |
| Heng Wah Mai (MAS)           | 8.300         | 18            |               |               | 9.350     | 5         | 0.000      | 26         | 7.700  | 19     |        |        | 25.350    | 23        |
|                              |               |               |               |               |           |           |            |            |        |        |        |        |           |           |
| Philippines (PHI)            | 33.650        | 4             | 30.800        | 4             | 34.250    | 3         | 35.800     | 2          | 32.150 | 3      | 33.800 | 3      | 200.450   | 3         |
| Ramirez Roell (PHI)          | 8.700         | 8             | 8.800         | 6             | 8.150     | 14        | 9.100      | 4          | 8.100  | 13     | 8.650  | 6      | 51.500    | 5         |
| Faustino Neil (PHI)          | 8.400         | 15            | 7.700         | 16            | 9.500     | 2         | 9.250      | 2          | 7.900  | 16     | 8.500  | 10     | 51.250    | 7         |
| Sy Bonnie Brydon Jr (PHI)    | 8.250         | 19            | 6.800         | 20            | 8.400     | 11        | 8.800      | 11         | 8.700  | 6      | 8.550  | 9      | 49.500    | 10        |
| Ramirez Al L (PHI)           | 8.150         | 21            | 7.500         | 17            | 8.200     | 13        | 8.450      | 20         | 7.450  | 20     | 7.350  | 20     | 47.100    | 12        |
| Ramirez Ronnie L (PHI)       | 8.300         | 16            |               |               | 7.150     | 19        | 8.650      | 17         | 7.200  | 22     | 8.100  | 16     | 39.400    | 17        |
| Ramirez Rico L (PHI)         |               |               | 6.500         | 21            |           |           |            |            |        |        |        |        | 6.500     | 33        |
|                              |               |               |               |               |           |           |            |            |        |        |        |        |           |           |
| Indonesia (INA)              | 34.200        | 3             | 32.400        | 3             | 30.600    | 4         | 34.750     | 4          | 31.400 | 4      | 30.300 | 4      | 193.650   | 4         |
| Endriadi (INA)               | 8.750         | 4             | 8.050         | 12            | 7.450     | 17        | 8.700      | 15         | 7.900  | 17     | 6.700  | 21     | 47.550    | 11        |
| Restu Wahyudi (INA)          | 8.200         | 20            | 7.800         | 15            | 6.750     | 21        | 8.600      | 18         | 7.400  | 21     | 7.850  | 17     | 46.600    | 13        |
| Jonathan Mangiring (INA)     | 8.600         | 12            | 8.550         | 10            | 8.850     | 8         |            |            | 8.400  | 9      | 8.250  | 13     | 42.650    | 14        |
| Mohammad Aldilla Akbar (INA) | 8.650         | 9             | 8.000         | 13            | 7.000     | 20        | 8.500      | 19         |        |        | 7.500  | 19     | 39.650    | 16        |
| Helmy Firmansyah (INA)       | 7.800         | 24            |               |               | 7.300     | 18        | 8.950      | 7          | 7.700  | 18     |        |        | 31.750    | 19        |
|                              |               |               |               |               |           |           |            |            |        |        |        |        |           |           |
| Cá nhân                      |               |               |               |               |           |           |            |            |        |        |        |        |           |           |
| Ouk Van Dan (CAM)            | 5.750         | 27            | 3.800         | 22            | 4.400     | 22        | 7.300      | 25         | 3.900  | 23     | 3.950  | 22     | 29.100    | 20        |
| Nguyễn Hà Thanh (VIE)        | 8.450         | 14            |               |               |           |           |            |            | 9.050  | 1      | 8.850  | 3      | 26.350    | 21        |
| Phạm Phước Hưng (VIE)        | 9.150         | 2             |               |               |           |           |            |            | 8.100  | 12     | 7.500  | 18     | 24.750    | 24        |
| Nguyễn Minh Tuấn (VIE)       |               |               |               |               | 9.600     | 1         | 8.850      | 10         |        |        |        |        | 18.450    | 25        |
| Dương Ngọc Đàm (VIE)         |               |               |               |               |           |           | 9.200      | 3          | 8.750  | 4      |        |        | 17.950    | 26        |
| Trương Minh Sang (VIE)       |               |               | 8.900         | 5             |           |           | 8.400      | 21         |        |        |        |        | 17.300    | 27        |
| Thura Ko Ko (MYA)            | 8.300         | 17            |               |               |           |           | 8.950      | 7          |        |        |        |        | 17.250    | 28        |
| Võ Đình Vinh (VIE)           | 8.500         | 13            | 8.500         | 11            |           |           |            |            |        |        |        |        | 17.000    | 30        |
| Aung Kyaw Swa Hein (MYA)     | 7.650         | 25            |               |               |           |           | 8.050      | 23         |        |        |        |        | 15.700    | 31        |
| Min Min Thu (MYA)            | 7.450         | 26            |               |               |           |           | 7.650      | 24         |        |        |        |        | 15.100    | 32        |

##### Toàn năng cá nhân
6 tháng 12
| Hạng | Vận động viên            | Thể dục tự do | Ngựa tay quay | Vòng treo | Nhảy chống | Xà kép | Xà đơn | Tổng điểm |
| ---- | ------------------------ | ------------- | ------------- | --------- | ---------- | ------ | ------ | --------- |
| 1    | Ng Shu Wai (MAS)         | 9.350         | 9.050         | 9.325     | 9.300      | 8.500  | 8.200  | 53.725    |
| 2    | Sattra Suwansa (THA)     | 8.700         | 8.975         | 8.525     | 8.887      | 8.325  | 8.875  | 52.287    |
| 3    | Ramirez Roell (PHI)      | 9.050         | 8.650         | 7.525     | 9.350      | 8.100  | 8.700  | 51.375    |
| 4    | Faustino Neil (PHI)      | 8.225         | 8.050         | 9.225     | 9.200      | 8.150  | 8.350  | 51.200    |
| 5    | Loke Yik Siang (MAS)     | 8.500         | 8.675         | 9.000     | 9.075      | 7.950  | 8.000  | 51.200    |
| 6    | Eakaraj Chankroong (THA) | 8.500         | 8.600         | 9.125     | 8.950      | 7.800  | 8.000  | 50.975    |
| 7    | Restu Wahyudi (INA)      | 8.300         | 6.175         | 7.150     | 8.700      | 7.525  | 7.800  | 45.650    |

##### Thể dục tự do
8 tháng 12
| Hạng | Vận động viên                | Điểm khởi đầu | B1   | B2   | B3   | B4   | B5   | B6   | Điểm trừ | Tổng điểm |
| ---- | ---------------------------- | ------------- | ---- | ---- | ---- | ---- | ---- | ---- | -------- | --------- |
|      | Ng Shu Wai (MAS)             | 9.90          | 9.25 | 9.20 | 9.25 | 9.20 | 9.15 | 9.15 | 0.20     | 9.000     |
|      | Loke Yik Siang (MAS)         | 9.90          | 9.00 | 8.90 | 8.80 | 8.80 | 8.90 | 9.10 | 0.10     | 8.800     |
|      | Mohammad Aldilla Akbar (INA) | 9.80          | 8.75 | 8.90 | 8.80 | 9.00 | 8.70 | 8.70 | —        | 8.787     |
| 4    | Panitan Hongthong (THA)      | 9.60          | 8.75 | 8.90 | 8.90 | 8.75 | 8.75 | 8.70 | —        | 8.787     |
| 5    | Ramirez Roel L (PHI)         | 9.80          | 8.75 | 8.50 | 8.40 | 8.50 | 8.25 | 8.70 | —        | 8.525     |
| 6    | Phạm Phước Hưng (VIE)        | 9.50          | 8.30 | 8.30 | 8.30 | 8.50 | 8.60 | 8.20 | 0.10     | 8.250     |
| 7    | Endriadi (INA)               | 9.60          | 8.10 | 8.20 | 8.20 | 7.80 | 7.95 | 7.80 | —        | 8.012     |
| 8    | Rartchawat Kaewpany (THA)    | 9.10          | 7.70 | 7.70 | 7.80 | 7.80 | 7.75 | 7.60 | 0.10     | 7.637     |

##### Ngựa tay quay
8 tháng 12
| Hạng | Vận động viên            | Điểm khởi đầu | B1   | B2   | B3   | B4   | B5   | B6   | Điểm trừ | Tổng điểm |
| ---- | ------------------------ | ------------- | ---- | ---- | ---- | ---- | ---- | ---- | -------- | --------- |
|      | Onn Kwang Tung (MAS)     | 10.00         | 9.00 | 9.10 | 9.25 | 9.45 | 9.40 | 9.45 | —        | 9.300     |
|      | Trương Minh Sang (VIE)   | 10.00         | 9.40 | 9.00 | 9.30 | 9.00 | 9.30 | 9.40 | —        | 9.250     |
|      | Sattra Suwansa (THA)     | 9.90          | 9.10 | 9.50 | 9.50 | 9.20 | 9.10 | 9.20 | —        | 9.250     |
| 4    | Ramirez Roel L (PHI)     | 9.70          | 8.70 | 8.70 | 9.15 | 8.70 | 9.10 | 9.00 | —        | 8.875     |
| 5    | Eakaraj Chankroong (THA) | 9.60          | 8.70 | 8.80 | 8.80 | 8.70 | 8.60 | 8.80 | —        | 8.750     |
| 6    | Jonathan Mangiring (INA) | 9.40          | 8.30 | 8.50 | 8.40 | 8.60 | 8.80 | 8.75 | —        | 8.562     |
| 7    | Loke Yik Siang (MAS)     | 9.40          | 8.20 | 8.50 | 8.30 | 8.70 | 8.50 | 8.60 | —        | 8.475     |
| 8    | Võ Đình Vinh (VIE)       | 9.40          | 7.80 | 7.70 | 7.70 | 7.50 | 7.60 | 7.60 | —        | 7.650     |

##### Vòng treo
8 tháng 12
| Hạng | Vận động viên             | Điểm khởi đầu | B1   | B2   | B3   | B4   | B5   | B6   | Điểm trừ | Tổng điểm |
| ---- | ------------------------- | ------------- | ---- | ---- | ---- | ---- | ---- | ---- | -------- | --------- |
|      | Nguyễn Minh Tuấn (VIE)    | 10.00         | 9.40 | 9.10 | 9.40 | 9.45 | 9.40 | 9.50 | —        | 9.412     |
|      | Faustino Neil (PHI)       | 10.00         | 9.50 | 9.50 | 9.45 | 9.35 | 9.35 | 9.30 | —        | 9.412     |
|      | Eakaraj Chankroong (THA)  | 10.00         | 9.40 | 9.40 | 9.35 | 9.30 | 9.35 | 9.20 | —        | 9.350     |
| 4    | Ng Shu Wai (MAS)          | 10.00         | 9.20 | 9.20 | 9.45 | 9.40 | 9.35 | 9.40 | —        | 9.337     |
| 5    | Heng Wah Mai (MAS)        | 10.00         | 9.10 | 9.10 | 9.10 | 9.30 | 9.25 | 9.20 | —        | 9.162     |
| 6    | Panitan Hongthong (THA)   | 9.70          | 8.80 | 8.70 | 8.70 | 9.00 | 8.55 | 8.80 | —        | 8.750     |
| 7    | Jonathan Mangiring (INA)  | 9.30          | 8.30 | 8.30 | 8.60 | 8.10 | 8.35 | 8.40 | —        | 8.337     |
| 8    | Sy Bonnie Brydon Jr (PHI) | 8.90          | 7.90 | 8.10 | 8.10 | 8.20 | 8.00 | 7.90 | —        | 8.025     |

##### Nhảy chống
Vòng loại
5 tháng 12
| Hạng | Vận động viên            | Lần 1 | Lần 2 | Tổng điểm | Ghi chú |
| ---- | ------------------------ | ----- | ----- | --------- | ------- |
| 1    | Ng Shu Wai (MAS)         | 9.300 | 9.300 | 9.300     | Q       |
| 2    | Ooi Wei Siang (MAS)      | 9.100 | 9.200 | 9.150     | Q       |
| 3    | Ramirez Roell (PHI)      | 9.100 | 9.050 | 9.075     | Q       |
| 4    | Loke Yik Siang (MAS)     | 9.100 | 9.050 | 9.075     |         |
| 5    | Dương Ngọc Đàm (VIE)     | 9.200 | 8.950 | 9.075     | Q       |
| 6    | Nguyễn Minh Tuấn (VIE)   | 8.850 | 9.050 | 8.950     | Q       |
| 7    | Endriadi (INA)           | 8.700 | 9.100 | 8.900     | Q       |
| 8    | Helmy Firmansyah (INA)   | 8.950 | 8.800 | 8.875     | Q       |
| 9    | Thura Ko Ko (MYA)        | 8.950 | 8.700 | 8.825     | Q       |
| 10   | Ramirez Ronnie L (PHI)   | 8.650 | 8.700 | 8.675     |         |
| 11   | Aung Kyaw Swa Hein (MYA) | 8.050 | 8.250 | 8.150     |         |
| 12   | Ouk Van Dan (CAM)        | 7.300 | 7.300 | 7.300     |         |
| 13   | Heng Wah Mai (MAS)       | 0.000 | 8.600 | 4.300     |         |

Chung kết
8 tháng 12
| Hạng | Vận động viên          | #    | Điểm khởi đầu | B1   | B2   | B3   | B4   | B5   | B6   | Điểm trừ | Trung bình | Tổng điểm |
| ---- | ---------------------- | ---- | ------------- | ---- | ---- | ---- | ---- | ---- | ---- | -------- | ---------- | --------- |
|      | Ramirez Roel L (PHI)   | 1    | 9.70          | 9.40 | 9.40 | 9.20 | 9.40 | 9.05 | 9.40 | —        | 9.350      | 9.262     |
| 2    | Ramirez Roel L (PHI)   | 9.70 | 9.10          | 9.10 | 9.20 | 9.40 | 8.95 | 9.30 | —    | 9.175    |            | 9.262     |
|      | Ng Shu Wai (MAS)       | 1    | 9.80          | 9.60 | 9.50 | 9.30 | 9.50 | 9.40 | 9.50 | —        | 9.475      | 9.237     |
| 2    | Ng Shu Wai (MAS)       | 9.70 | 9.20          | 9.00 | 9.00 | 9.00 | 8.85 | 9.00 | —    | 9.000    |            | 9.237     |
|      | Nguyễn Minh Tuấn (VIE) | 1    | 9.80          | 8.90 | 8.80 | 8.80 | 8.80 | 9.00 | 9.10 | —        | 8.875      | 9.100     |
| 2    | Nguyễn Minh Tuấn (VIE) | 9.90 | 9.30          | 9.20 | 9.20 | 9.40 | 9.50 | 9.40 | —    | 9.325    |            | 9.100     |
| 4    | Endriadi (INA)         | 1    | 9.80          | 8.80 | 9.10 | 8.80 | 8.90 | 8.70 | 9.10 | —        | 8.900      | 9.062     |
| 4    | Endriadi (INA)         | 2    | 9.70          | 9.20 | 9.30 | 9.20 | 9.20 | 8.90 | 9.30 | —        | 9.225      | 9.062     |
| 5    | Ooi Wei Siang (MAS)    | 1    | 9.70          | 9.20 | 9.10 | 8.80 | 9.10 | 8.85 | 9.10 | —        | 9.037      | 9.031     |
| 5    | Ooi Wei Siang (MAS)    | 2    | 9.60          | 9.00 | 9.00 | 9.00 | 9.15 | 8.90 | 9.10 | —        | 9.025      | 9.031     |
| 6    | Helmy Firmansyah (INA) | 1    | 10.00         | 9.10 | 9.30 | 9.10 | 9.00 | 8.90 | 9.30 | —        | 9.125      | 8.987     |
| 6    | Helmy Firmansyah (INA) | 2    | 9.80          | 8.70 | 8.90 | 8.90 | 8.80 | 8.80 | 8.90 | —        | 8.850      | 8.987     |
| 7    | Thura Ko Ko (MYA)      | 1    | 9.70          | 9.00 | 8.90 | 8.90 | 9.00 | 8.95 | 9.10 | —        | 8.962      | 8.631     |
| 7    | Thura Ko Ko (MYA)      | 2    | 9.60          | 8.20 | 8.30 | 8.30 | 8.60 | 8.15 | 8.40 | —        | 8.300      | 8.631     |
| 8    | Dương Ngọc Đàm (VIE)   | 1    | 9.70          | 8.70 | 8.70 | 8.40 | 8.70 | 8.65 | 9.00 | —        | 8.687      | 4.343     |
| 8    | Dương Ngọc Đàm (VIE)   | 2    | 0.00          | 0.00 | 0.00 | 0.00 | 0.00 | 0.00 | 0.00 | —        | 0.000      | 4.343     |

##### Xà kép
8 tháng 12
| Hạng | Vận động viên             | Điểm khởi đầu | B1   | B2   | B3   | B4   | B5   | B6   | Điểm trừ | Tổng điểm |
| ---- | ------------------------- | ------------- | ---- | ---- | ---- | ---- | ---- | ---- | -------- | --------- |
|      | Dương Ngọc Đàm (VIE)      | 9.80          | 9.20 | 8.70 | 8.90 | 8.80 | 9.00 | 8.70 | —        | 8.850     |
|      | Sattra Suwansa (THA)      | 9.30          | 8.80 | 9.00 | 8.80 | 8.90 | 8.70 | 8.90 | —        | 8.850     |
|      | Sy Bonnie Brydon Jr (PHI) | 9.40          | 8.70 | 8.60 | 9.00 | 8.70 | 8.90 | 8.80 | —        | 8.775     |
| 4    | Saran Suwansa (THA)       | 9.30          | 8.40 | 8.60 | 8.30 | 8.20 | 8.40 | 8.70 | —        | 8.425     |
| 5    | Nguyễn Hà Thanh (VIE)     | 9.50          | 8.40 | 8.30 | 8.30 | 8.40 | 8.40 | 7.90 | —        | 8.350     |
| 6    | Ng Shu Wai (MAS)          | 9.00          | 8.20 | 8.10 | 8.20 | 8.60 | 8.30 | 8.40 | —        | 8.275     |
| 7    | Ng Shu Mun (MAS)          | 9.30          | 7.80 | 7.70 | 7.70 | 8.20 | 8.00 | 7.50 | —        | 7.800     |
| 8    | Ramirez Roel L (PHI)      | 0.00          | 0.00 | 0.00 | 0.00 | 0.00 | 0.00 | 0.00 | —        | 0.000     |

##### Xà đơn
8 tháng 12
| Hạng | Vận động viên             | Điểm khởi đầu | B1   | B2   | B3   | B4   | B5   | B6   | Điểm trừ | Tổng điểm |
| ---- | ------------------------- | ------------- | ---- | ---- | ---- | ---- | ---- | ---- | -------- | --------- |
|      | Sattra Suwansa (THA)      | 9.50          | 9.10 | 9.20 | 8.85 | 8.80 | 8.90 | 9.00 | —        | 8.962     |
|      | Ooi Wei Siang (MAS)       | 9.80          | 8.90 | 8.70 | 8.90 | 8.80 | 9.10 | 8.70 | —        | 8.825     |
|      | Nguyễn Hà Thanh (VIE)     | 9.40          | 8.70 | 8.70 | 8.70 | 8.70 | 8.70 | 8.90 | —        | 8.700     |
| 4    | Ng Shu Wai (MAS)          | 9.60          | 8.50 | 8.60 | 8.30 | 8.40 | 8.80 | 8.70 | —        | 8.550     |
| 5    | Ramirez Roel L (PHI)      | 9.40          | 8.50 | 8.20 | 8.50 | 8.50 | 8.50 | 8.10 | —        | 8.425     |
| 6    | Sy Bonnie Brydon Jr (PHI) | 9.50          | 8.40 | 8.20 | 8.20 | 8.50 | 8.00 | 8.20 | —        | 8.250     |
| 7    | Rartchawat Kaewpany (THA) | 9.00          | 7.80 | 7.80 | 7.80 | 7.80 | 7.90 | 8.00 | —        | 7.825     |
| 8    | Restu Wahyudi (INA)       | 8.80          | 7.50 | 7.40 | 7.20 | 7.30 | 7.20 | 7.60 | —        | 7.350     |

#### Nội dung của nữ

##### Toàn năng đồng đội
5 tháng 12
| Vận động viên                    | Nhảy chéo | Nhảy chéo | Xà lệch | Xà lệch | Cầu thăng bằng | Cầu thăng bằng | Thể dục tự do | Thể dục tự do | Tổng cộng | Tổng cộng |
| Vận động viên                    | Điểm      | Hạng      | Điểm    | Hạng    | Điểm           | Hạng           | Điểm          | Hạng          | Điểm      | Hạng      |
| Việt Nam (VIE)                   | 33.925    | 1         | 31.900  | 1       | 27.825         | 3              | 30.900        | 1             | 124.550   | 1         |
| -------------------------------- | --------- | --------- | ------- | ------- | -------------- | -------------- | ------------- | ------------- | --------- | --------- |
| Đỗ Thị Ngân Thương (VIE)         | 8.725     | 3         | 8.400   | 1       | 7.200          | 8              | 7.100         | 21            | 31.425    | 3         |
| Dương Minh Hằng (VIE)            | 8.275     | 14        | 7.675   | 12      | 7.075          | 13             | 7.825         | 6             | 30.850    | 8         |
| Đào Thùy Linh (VIE)              | 8.225     | 15        | 7.800   | 8       | 6.600          | 23             | 7.950         | 5             | 30.575    | 10        |
| Phan Thị Hà Thanh (VIE)          | 7.775     | 28        | 7.400   | 17      | 6.700          | 20             | 8.025         | 3             | 29.900    | 14        |
| Trần Thị Phương Tha (VIE)        | 8.700     | 4         |         |         | 6.850          | 18             |               |               | 15.550    | 29        |
| Nguyễn Thùy Dương (VIE)          |           |           | 8.025   | 4       |                |                | 7.100         | 22            | 15.125    | 30        |
|                                  |           |           |         |         |                |                |               |               |           |           |
| Singapore (SIN)                  | 33.500    | 4         | 30.500  | 3       | 29.625         | 1              | 30.800        | 2             | 124.425   | 2         |
| Low Sanmay (SIN)                 | 8.775     | 2         | 8.000   | 5       | 7.775          | 1              | 8.200         | 1             | 32.750    | 1         |
| Lim Heem Wei (SIN)               | 8.500     | 11        | 7.750   | 9       | 7.350          | 5              | 7.700         | 9             | 31.300    | 6         |
| Lee Wen (SIN)                    | 8.150     | 19        | 7.300   | 19      | 7.150          | 10             | 7.600         | 11            | 30.200    | 12        |
| Sai You Zi (SIN)                 | 8.075     | 24        | 7.300   | 18      | 7.350          | 7              | 7.300         | 17            | 30.025    | 13        |
| Nur Atikah Nabilah (SIN)         | 8.000     | 26        | 7.450   | 16      | 7.050          | 14             | 7.300         | 18            | 29.800    | 15        |
| Hoe Pei Shan (SIN)               |           |           |         |         |                |                |               |               |           |           |
|                                  |           |           |         |         |                |                |               |               |           |           |
| Thái Lan (THA)                   | 33.750    | 3         | 31.025  | 2       | 28.575         | 2              | 30.500        | 3             | 123.850   | 3         |
| Natthakan Khanchai (THA)         | 8.500     | 11        | 7.975   | 6       | 7.175          | 9              | 7.775         | 8             | 31.425    | 4         |
| Krittaporn Sawangsri (THA)       | 7.950     | 27        | 7.650   | 14      | 7.400          | 4              | 7.800         | 7             | 30.800    | 9         |
| Nuttapornkunchai (THA)           | 8.600     | 8         | 7.675   | 13      | 7.100          | 12             | 6.950         | 24            | 30.325    | 11        |
| Pakkinee Hmuaktanod (THA)        | 8.600     | 8         | 6.450   | 25      | 6.900          | 17             | 7.650         | 10            | 29.600    | 18        |
| Maliwan Duangfoo (THA)           | 8.050     | 25        |         |         | 6.350          | 25             | 7.275         | 19            | 21.675    | 25        |
| Tityubol Banlengkan (THA)        |           |           | 7.725   | 10      |                |                |               |               | 7.725     | 33        |
|                                  |           |           |         |         |                |                |               |               |           |           |
| Philippines (PHI)                | 32.800    | 5         | 29.875  | 4       | 27.700         | 4              | 28.175        | 5             | 118.550   | 4         |
| Santos Emille Chris (PHI)        | 8.300     | 13        | 7.050   | 21      | 7.100          | 11             | 7.325         | 15            | 29.775    | 16        |
| Espiritu Phoebe Danielle M (PHI) | 8.175     | 18        | 8.050   | 3       | 5.825          | 28             | 7.150         | 20            | 29.200    | 19        |
| Paraso Patricia Kat (PHI)        | 8.200     | 16        | 6.900   | 22      | 7.025          | 15             | 6.250         | 29            | 28.375    | 21        |
| Saguisag Ma Kristin (PHI)        | 8.100     | 23        |         |         | 6.975          | 16             | 6.925         | 25            | 22.000    | 24        |
| Gadia Anna Katerina (PHI)        | 8.125     | 21        | 6.250   | 26      |                |                | 6.775         | 27            | 21.150    | 26        |
| De Guzman Cintamoni (PHI)        |           |           | 7.875   | 7       | 6.600          | 22             |               |               | 14.475    | 31        |
|                                  |           |           |         |         |                |                |               |               |           |           |
| Indonesia (INA)                  | 33.850    | 2         | 27.250  | 5       | 26.000         | 5              | 28.725        | 4             | 115.825   | 5         |
| Dewi Prahara (INA)               | 8.825     | 1         | 6.550   | 24      | 7.350          | 6              | 7.000         | 23            | 29.725    | 17        |
| Sukma Anggraini (INA)            | 8.700     | 7         | 6.700   | 23      | 5.925          | 27             | 7.300         | 16            | 28.625    | 20        |
| Riri Wulandari Adel (INA)        | 8.125     | 21        | 5.850   | 27      | 6.175          | 26             | 6.550         | 28            | 26.700    | 22        |
| Afrina Suryani Siahaan (INA)     |           |           | 8.150   | 2       | 5.000          | 29             | 7.500         | 12            | 20.650    | 27        |
| Neta Hundri Dona (INA)           | 8.200     | 16        | 5.350   | 28      |                |                | 6.925         | 26            | 20.475    | 28        |
| Yossy Pramitha (INA)             | 7.725     | 29        |         |         | 6.550          | 24             |               |               | 14.275    | 32        |
|                                  |           |           |         |         |                |                |               |               |           |           |
| Cá nhân                          |           |           |         |         |                |                |               |               |           |           |
| Nurul Fatiha Abdul Hamid (MAS)   | 8.600     | 8         | 7.250   | 20      | 7.750          | 2              | 8.075         | 2             | 31.675    | 2         |
| Yap Yee Yin (MAS)                | 8.700     | 4         | 7.600   | 15      | 7.750          | 3              | 7.350         | 14            | 31.400    | 5         |
| Chang Zhi Wei (MAS)              | 8.700     | 6         | 7.700   | 11      | 6.650          | 21             | 8.000         | 4             | 31.050    | 7         |
| Htar Htet Htet (MYA)             | 8.150     | 19        |         |         | 6.850          | 19             | 7.450         | 13            | 22.450    | 23        |
| Phu Myint Myat Bo (MYA)          |           |           |         |         |                |                | 5.150         | 30            | 5.150     | 34        |

##### Toàn năng cá nhân
6 tháng 12
| Hạng | Vận động viên                    | Nhảy chống | Xà lệch | Cầu thăng bằng | Thể dục tự do | Tổng điểm |
| ---- | -------------------------------- | ---------- | ------- | -------------- | ------------- | --------- |
| 1    | Nurul Fatiha Abdul Hamid (MAS)   | 8.700      | 8.387   | 8.075          | 8.075         | 33.237    |
| 2    | Low Sanmay (SIN)                 | 8.600      | 7.237   | 8.412          | 7.987         | 32.236    |
| 3    | Đỗ Thị Ngân Thương (VIE)         | 8.837      | 8.137   | 7.075          | 7.837         | 31.886    |
| 4    | Santos Emille Chris (PHI)        | 8.425      | 7.425   | 8.100          | 7.837         | 31.787    |
| 5    | Krittaporn Sawangsri (THA)       | 8.450      | 7.462   | 7.750          | 7.887         | 31.549    |
| 6    | Natthakan Khanchai (THA)         | 8.362      | 7.450   | 7.700          | 7.900         | 31.412    |
| 7    | Yap Yee Yin (MAS)                | 8.562      | 7.462   | 7.337          | 7.862         | 31.223    |
| 8    | Espiritu Phoebe Danielle M (PHI) | 8.175      | 8.000   | 6.950          | 8.025         | 31.150    |
| 9    | Lim Heem Wei (SIN)               | 8.387      | 7.450   | 7.575          | 7.687         | 31.099    |
| 10   | Dương Minh Hằng (VIE)            | 8.300      | 7.262   | 6.762          | 7.662         | 29.986    |
| 11   | Dewi Prahara (INA)               | 8.775      | 6.525   | 7.225          | 7.400         | 29.925    |
| 12   | Sukma Anggraini (INA)            | 0.000      | 0.000   | 0.000          | 0.000         | 0.000     |

##### Nhảy chống
Vòng loại
5 tháng 12
| Hạng | Vận động viên                    | Lần 1 | Lần 2 | Tổng điểm | Ghi chú |
| ---- | -------------------------------- | ----- | ----- | --------- | ------- |
| 1    | Low Sanmay (SIN)                 | 8.775 | 8.500 | 8.637     | Q       |
| 2    | Yap Yee Yin (MAS)                | 8.700 | 8.300 | 8.500     | Q       |
| 3    | Natthakan Khanchai (THA)         | 8.500 | 8.450 | 8.475     |         |
| 4    | Nurul Fatiha Abdul Hamid (MAS)   | 8.600 | 8.275 | 8.437     | Q       |
| 5    | Nuttapornkunchai (THA)           | 8.600 | 8.250 | 8.425     | Q       |
| 6    | Pakkinee Hmuaktanod (THA)        | 8.600 | 8.225 | 8.412     | Q       |
| 7    | Trần Thị Phương Tha (VIE)        | 8.700 | 8.125 | 8.412     | Q       |
| 8    | Dewi Prahara (INA)               | 8.825 | 7.950 | 8.387     | Q       |
| 9    | Chang Zhi Wei (MAS)              | 8.700 | 7.950 | 8.325     |         |
| 10   | Đỗ Thị Ngân Thương (VIE)         | 8.725 | 7.800 | 8.262     | Q       |
| 11   | Sukma Anggraini (INA)            | 8.700 | 7.825 | 8.262     |         |
| 12   | Espiritu Phoebe Danielle M (PHI) | 8.175 | 8.250 | 8.212     |         |
| 13   | Htar Htet Htet (MYA)             | 8.150 | 8.050 | 8.100     |         |
| 14   | Riri Wulandari Adel (INA)        | 8.125 | 8.025 | 8.075     |         |
| 15   | Krittaporn Sawangsri (THA)       | 7.950 | 7.850 | 7.900     |         |

Chung kết
8 tháng 12
| Hạng | Vận động viên                  | #    | Điẻm khởi đầu | B1   | B2   | B3   | B4   | B5   | B6   | Điểm trừ | Trung bình | Tổng điểm |
| ---- | ------------------------------ | ---- | ------------- | ---- | ---- | ---- | ---- | ---- | ---- | -------- | ---------- | --------- |
|      | Dewi Prahara (INA)             | 1    | 9.40          | 8.85 | 8.75 | 8.50 | 8.30 | 8.60 | 8.70 | —        | 8.637      | 8.431     |
| 2    | Dewi Prahara (INA)             | 9.10 | 8.25          | 8.15 | 8.30 | 8.10 | 8.50 | 8.20 | —    | 8.225    |            | 8.431     |
|      | Đỗ Thị Ngân Thương (VIE)       | 1    | 9.40          | 8.70 | 8.75 | 8.70 | 8.20 | 8.60 | 8.65 | —        | 8.662      | 8.424     |
| 2    | Đỗ Thị Ngân Thương (VIE)       | 9.00 | 8.00          | 8.30 | 8.50 | 8.00 | 8.30 | 8.15 | —    | 8.187    |            | 8.424     |
|      | Nuttapornkunchai (THA)         | 1    | 9.40          | 8.70 | 8.45 | 8.40 | 8.40 | 8.40 | 8.45 | —        | 8.425      | 8.362     |
| 2    | Nuttapornkunchai (THA)         | 9.10 | 8.40          | 8.20 | 8.20 | 7.70 | 8.40 | 8.40 | —    | 8.300    |            | 8.362     |
| 4    | Yap Yee Yin (MAS)              | 1    | 9.60          | 8.55 | 8.60 | 8.60 | 8.70 | 8.70 | 8.60 | —        | 8.625      | 8.356     |
| 4    | Yap Yee Yin (MAS)              | 2    | 9.10          | 8.15 | 8.00 | 8.10 | 8.50 | 8.10 | 7.90 | —        | 8.087      | 8.356     |
| 5    | Low Sanmay (SIN)               | 1    | 9.40          | 8.80 | 8.60 | 8.40 | 8.20 | 8.40 | 8.40 | —        | 8.450      | 8.350     |
| 5    | Low Sanmay (SIN)               | 2    | 9.10          | 8.60 | 8.25 | 8.30 | 7.90 | 8.20 | 8.25 | —        | 8.250      | 8.350     |
| 6    | Pakkinee Hmuaktanod (THA)      | 1    | 9.40          | 8.20 | 8.20 | 8.10 | 7.90 | 8.20 | 8.50 | —        | 8.175      | 8.337     |
| 6    | Pakkinee Hmuaktanod (THA)      | 2    | 9.50          | 8.60 | 8.50 | 8.30 | 8.20 | 8.60 | 8.60 | —        | 8.500      | 8.337     |
| 7    | Nurul Fatiha Abdul Hamid (MAS) | 1    | 9.40          | 8.40 | 8.20 | 8.20 | 8.60 | 8.40 | 8.40 | —        | 8.350      | 7.862     |
| 7    | Nurul Fatiha Abdul Hamid (MAS) | 2    | 9.00          | 7.30 | 7.20 | 7.50 | 7.50 | 7.30 | 7.40 | —        | 7.375      | 7.862     |
| 8    | Trần Thị Phương Tha (VIE)      | 1    | 9.40          | 8.20 | 8.20 | 8.00 | 7.70 | 8.10 | 8.05 | —        | 8.087      | 7.774     |
| 8    | Trần Thị Phương Tha (VIE)      | 2    | 9.00          | 7.30 | 7.65 | 7.50 | 7.20 | 7.50 | 7.55 | —        | 7.462      | 7.774     |

##### Xà lệch
8 tháng 12
| Hạng | Vận động viên                    | Điểm khởi đầu | B1   | B2   | B3   | B4   | B5   | B6   | Điểm trừ | Tổng điểm |
| ---- | -------------------------------- | ------------- | ---- | ---- | ---- | ---- | ---- | ---- | -------- | --------- |
|      | Đỗ Thị Ngân Thương (VIE)         | 9.10          | 8.30 | 8.35 | 7.95 | 8.60 | 8.35 | 8.50 | —        | 8.375     |
|      | Afrina Suryani Siahaan (INA)     | 9.00          | 7.90 | 8.10 | 8.00 | 8.20 | 8.00 | 7.80 | —        | 8.000     |
|      | Espiritu Phoebe Danielle M (PHI) | 9.00          | 7.50 | 7.60 | 7.55 | 8.10 | 7.65 | 7.30 | —        | 7.575     |
| 4    | Low Sanmay (SIN)                 | 8.70          | 7.20 | 7.40 | 7.40 | 7.40 | 7.65 | 7.80 | —        | 7.462     |
| 5    | De Guzman Cintamoni (PHI)        | 9.10          | 7.10 | 7.10 | 7.00 | 7.30 | 7.15 | 7.20 | —        | 7.137     |
| 6    | Tityubol Banlengkan (THA)        | 8.80          | 7.10 | 6.60 | 7.00 | 6.80 | 7.50 | 6.90 | —        | 6.950     |
| 7    | Lim Heem Wei (SIN)               | 8.70          | 6.90 | 6.85 | 6.60 | 6.50 | 7.05 | 7.00 | —        | 6.837     |
| 8    | Nguyễn Thùy Dương (VIE)          | 8.40          | 6.50 | 6.65 | 6.40 | 6.90 | 6.55 | 6.40 | —        | 6.525     |

##### Cầu thăng bằng
8 tháng 12
| Hạng | Vận động viên                  | Điểm khởi đầu | B1   | B2   | B3   | B4   | B5   | B6   | Điểm trừ | Tổng điểm |
| ---- | ------------------------------ | ------------- | ---- | ---- | ---- | ---- | ---- | ---- | -------- | --------- |
|      | Nurul Fatiha Abdul Hamid (MAS) | 8.90          | 8.05 | 8.00 | 8.00 | 8.20 | 8.10 | 7.50 | —        | 8.037     |
|      | Lim Heem Wei (SIN)             | 8.70          | 7.55 | 7.85 | 7.70 | 7.85 | 8.00 | 7.05 | —        | 7.737     |
|      | Yap Yee Yin (MAS)              | 8.80          | 7.60 | 7.60 | 7.65 | 7.70 | 7.80 | 7.40 | —        | 7.637     |
| 4    | Low Sanmay (SIN)               | 9.20          | 7.50 | 7.65 | 7.45 | 7.70 | 7.60 | 7.10 | —        | 7.550     |
| 5    | Natthakan Khanchai (THA)       | 9.00          | 7.30 | 7.30 | 7.85 | 7.40 | 7.20 | 7.25 | —        | 7.312     |
| 6    | Dewi Prahara (INA)             | 8.80          | 7.25 | 7.00 | 7.05 | 7.80 | 7.30 | 6.40 | —        | 7.150     |
| 7    | Krittaporn Sawangsri (THA)     | 8.90          | 6.60 | 6.60 | 6.55 | 6.70 | 6.80 | 6.10 | —        | 6.612     |
| 8    | Đỗ Thị Ngân Thương (VIE)       | 8.30          | 6.40 | 6.65 | 6.50 | 6.60 | 6.60 | 6.00 | —        | 6.525     |

##### Thể dục tự do
8 tháng 12
| Hạng | Vận động viên                  | Điểm khởi đầu | B1   | B2   | B3   | B4   | B5   | B6   | Điểm trừ | Tổng điểm |
| ---- | ------------------------------ | ------------- | ---- | ---- | ---- | ---- | ---- | ---- | -------- | --------- |
|      | Krittaporn Sawangsri (THA)     | 9.30          | 8.30 | 8.60 | 7.80 | 8.25 | 8.30 | 7.90 | —        | 8.187     |
|      | Natthakan Khanchai (THA)       | 9.40          | 8.10 | 8.30 | 8.15 | 8.10 | 8.00 | 7.90 | —        | 8.087     |
|      | Low Sanmay (SIN)               | 9.30          | 8.10 | 7.90 | 7.90 | 8.35 | 8.20 | 8.00 | —        | 8.050     |
| 4    | Phan Thị Hà Thanh (VIE)        | 9.20          | 7.65 | 7.70 | 7.70 | 7.60 | 7.60 | 8.20 | —        | 7.662     |
| 5    | Đào Thùy Linh (VIE)            | 8.80          | 7.55 | 7.50 | 7.60 | 7.45 | 7.60 | 7.80 | —        | 7.562     |
| 6    | Chang Zhi Wei (MAS)            | 9.10          | 7.60 | 7.50 | 8.00 | 7.65 | 7.10 | 7.50 | —        | 7.562     |
| 7    | Nurul Fatiha Abdul Hamid (MAS) | 9.00          | 7.45 | 7.20 | 8.00 | 7.55 | 7.40 | 7.60 | —        | 7.500     |
| 8    | Lim Heem Wei (SIN)             | 8.70          | 7.35 | 7.20 | 7.30 | 7.60 | 7.40 | 7.20 | —        | 7.312     |

### Thể dục nhịp điệu

#### Nội dung của nữ

##### Toàn năng đồng đội
9 tháng 12
Nội dung đồng đội chỉ dành cho các quốc gia có ít nhất 3 vận động viên tham gia. Chỉ những vận động viên tham gia thi đấu ở ít nhất 3 nội dung mới đủ điều kiện tranh suất vào vòng loại toàn năng cá nhân; trong đó sẽ lấy điểm số cao nhất của ba nội dung để tính. Nội dung đồng đội cũng đồng thời được tính là vòng loại cho các chung kết nội dung đơn. Mỗi đội được cử ba vận động viên thi ở mỗi nội dung, và sẽ chọn ra 10 điểm số cao nhất trong tổng số 12 điểm để tính điểm cho toàn đội.
| Vận động viên                    | Vòng   | Vòng | Bóng   | Bóng | Chùy   | Chùy | Dải lụa | Dải lụa | Tổng cộng | Tổng cộng |
| Vận động viên                    | Điểm   | Hạng | Điểm   | Hạng | Điểm   | Hạng | Điểm    | Hạng    | Điểm      | Hạng      |
| Malaysia (MAS)                   | 62.450 |      | 43.050 |      | 60.600 |      | 39.650  |         | 205.750   | 1         |
| -------------------------------- | ------ | ---- | ------ | ---- | ------ | ---- | ------- | ------- | --------- | --------- |
| Durratun Nashihin Bt Rosli (MAS) | 21.850 | 1    | 21.600 | 2    | 20.550 | 1    | 19.800  | 3       | 64.000    | 1         |
| Foong Seow Ting (MAS)            | 20.200 | 4    | 21.450 | 3    | 20.000 | 3    | 19.800  | 2       | 61.650    | 3         |
| Lim Wen Chean (MAS)              |        |      | 19.350 | 5    | 20.050 | 2    | 19.850  | 1       | 59.250    | 4         |
| See Hui Yee (MAS)                | 20.400 | 3    |        |      |        |      |         |         | 20.400    | 17        |
|                                  |        |      |        |      |        |      |         |         |           |           |
| Thái Lan (THA)                   | 58.050 |      | 60.025 |      | 55.525 |      | 19.350  |         | 192.950   | 2         |
| Tharatip Sridee (THA)            | 20.900 | 2    | 22.000 | 1    | 19.600 | 4    | 19.350  | 4       | 62.500    | 2         |
| Ploychompu Phayonru (THA)        | 18.700 | 5    | 20.225 | 4    | 17.475 | 7    | 17.350  | 5       | 56.400    | 5         |
| Sarochinee Sawakchi (THA)        | 18.450 | 6    |        |      | 18.450 | 5    | 16.125  | 6       | 53.025    | 6         |
| Nuttaya Wangwongsak (THA)        |        |      | 17.800 | 7    |        |      |         |         | 17.800    | 18        |
|                                  |        |      |        |      |        |      |         |         |           |           |
| Indonesia (INA)                  | 46.450 |      | 44.875 |      | 47.025 |      | 15.150  |         | 153.500   | 3         |
| Yuliyanti (INA)                  | 17.075 | 7    | 17.850 | 6    | 17.525 | 6    | 15.150  | 7       | 52.450    | 7         |
| Cici Mitasari (INA)              | 14.475 | 13   | 13.875 | 11   | 15.050 | 9    | 12.175  | 12      | 43.400    | 11        |
| Yanti Yoseva Siahaan (INA)       | 14.900 | 12   | 13.150 | 12   | 14.450 | 12   | 12.050  | 13      | 42.500    | 12        |
|                                  |        |      |        |      |        |      |         |         |           |           |
| Việt Nam (VIE)                   | 47.300 |      | 31.200 |      | 44.400 |      | 27.250  |         | 150.150   | 4         |
| Hồ Thanh Tú (VIE)                | 16.200 | 8    | 15.350 | 9    | 15.950 | 8    | 14.150  | 8       | 47.500    | 8         |
| Nguyễn Thu Hà (VIE)              | 15.700 | 9    | 15.850 | 8    | 14.800 | 10   | 12.900  | 11      | 46.350    | 9         |
| Phạm Ngọc Thu (VIE)              | 15.400 | 10   | 12.750 | 13   | 13.650 | 13   | 13.100  | 10      | 42.150    | 13        |
|                                  |        |      |        |      |        |      |         |         |           |           |
| Philippines (PHI)                | 27.950 |      | 26.425 |      | 25.625 |      | 25.250  |         | 105.250   | 5         |
| Basco Ma Angelica T (PHI)        | 15.250 | 11   | 15.200 | 10   | 14.725 | 11   | 13.750  | 9       | 45.175    | 10        |
| Mamoro Maria Carla (PHI)         | 12.700 | 14   | 11.225 | 14   | 10.900 | 14   | 11.500  | 14      | 35.425    | 14        |
| Ty Maria Geneveve D (PHI)        | 0.000  | 17   | 0.000  | 16   | 0.000  | 17   | 0.000   | 16      | 0.000     | 19        |
|                                  |        |      |        |      |        |      |         |         |           |           |
| Cá nhân                          |        |      |        |      |        |      |         |         |           |           |
| Bounnady Phonesuda (LAO)         | 10.025 | 15   | 9.400  | 15   | 9.800  | 15   |         |         | 29.225    | 15        |
| Vongphakdy Ketsuda (LAO)         | 9.250  | 16   |        |      | 9.300  | 16   | 8.150   | 15      | 26.700    | 16        |

##### Toàn năng cá nhân
10 tháng 12
| Hạng | Vận động viên                    | Vòng   | Bóng   | Chùy   | Dải lụa | Tổng điểm |
| ---- | -------------------------------- | ------ | ------ | ------ | ------- | --------- |
| 1    | Durratun Nashihin Bt Rosli (MAS) | 21.150 | 21.850 | 21.350 | 19.850  | 84.200    |
| 2    | Foong Seow Ting (MAS)            | 19.550 | 20.750 | 19.500 | 19.000  | 78.800    |
| 3    | Tharatip Sridee (THA)            | 18.950 | 20.800 | 20.050 | 18.950  | 78.750    |
| 4    | Ploychompu Phayonru (THA)        | 17.850 | 18.700 | 16.300 | 15.750  | 68.600    |
| 5    | Yuliyanti (INA)                  | 14.950 | 16.400 | 15.400 | 15.500  | 62.250    |
| 6    | Nguyễn Thu Hà (VIE)              | 16.500 | 16.750 | 14.350 | 13.600  | 61.200    |
| 7    | Hồ Thanh Tú (VIE)                | 15.400 | 13.275 | 13.700 | 13.150  | 55.525    |
| 8    | Basco Ma Angelica T (PHI)        | 14.000 | 14.675 | 13.100 | 13.000  | 54.775    |
| 9    | Cici Mitasari (INA)              | 13.350 | 13.750 | 13.000 | 12.200  | 52.300    |
| 10   | Mamoro Maria Carla (PHI)         | 11.050 | 11.800 | 10.900 | 10.000  | 43.750    |

##### Vòng
11 tháng 12
| Hạng | Vận động viên                    | Điểm kỹ thuật | Điểm nghệ thuật | Điểm thực hiện | Điểm trừ | Tổng điểm |
| ---- | -------------------------------- | ------------- | --------------- | -------------- | -------- | --------- |
|      | Durratun Nashihin Bt Rosli (MAS) | 4.750         | 6.500           | 8.200          | —        | 19.450    |
|      | Tharatip Sridee (THA)            | 4.850         | 5.950           | 8.100          | —        | 18.900    |
|      | See Hui Yee (MAS)                | 4.500         | 5.100           | 7.450          | —        | 17.050    |
| 4    | Hồ Thanh Tú (VIE)                | 4.500         | 4.150           | 8.000          | —        | 16.650    |
| 5    | Nguyễn Thu Hà (VIE)              | 2.850         | 5.150           | 7.950          | —        | 15.950    |
| 6    | Ploychompu Phayonru (THA)        | 3.550         | 5.050           | 7.250          | —        | 15.850    |
| 7    | Yuliyanti (INA)                  | 2.750         | 5.150           | 7.750          | —        | 15.650    |
| 8    | Basco Ma Angelica T (PHI)        | 1.200         | 4.250           | 7.450          | —        | 12.900    |

##### Bóng
11 tháng 12
| Hạng | Vận động viên                    | Điểm kỹ thuật | Điểm nghệ thuật | Điểm thực hiện | Điểm trừ | Tổng điểm |
| ---- | -------------------------------- | ------------- | --------------- | -------------- | -------- | --------- |
|      | Tharatip Sridee (THA)            | 5.900         | 6.500           | 8.500          | —        | 20.900    |
|      | Durratun Nashihin Bt Rosli (MAS) | 4.800         | 6.350           | 8.300          | —        | 19.450    |
|      | Foong Seow Ting (MAS)            | 4.000         | 6.500           | 8.400          | —        | 18.900    |
| 4    | Nguyễn Thu Hà (VIE)              | 4.000         | 5.600           | 8.300          | —        | 17.900    |
| 5    | Hồ Thanh Tú (VIE)                | 4.500         | 4.800           | 8.400          | —        | 17.700    |
| 6    | Ploychompu Phayonru (THA)        | 4.000         | 5.550           | 8.000          | 0.050    | 17.500    |
| 7    | Yuliyanti (INA)                  | 4.100         | 4.850           | 7.550          | —        | 16.500    |
| 8    | Basco Ma Angelica T (PHI)        | 2.350         | 4.750           | 7.400          | —        | 14.500    |

##### Chùy
11 tháng 12
| Hạng | Vận động viên                    | Điểm kỹ thuật | Điểm nghệ thuật | Điểm thực hiện | Điểm trừ | Tổng điểm |
| ---- | -------------------------------- | ------------- | --------------- | -------------- | -------- | --------- |
|      | Durratun Nashihin Bt Rosli (MAS) | 4.650         | 6.650           | 8.150          | —        | 19.450    |
|      | Lim Wen Chean (MAS)              | 4.050         | 6.350           | 8.000          | —        | 18.400    |
|      | Tharatip Sridee (THA)            | 4.000         | 5.900           | 8.150          | —        | 18.050    |
|      | Hồ Thanh Tú (VIE)                | 4.050         | 5.900           | 8.100          | —        | 18.050    |
| 5    | Nguyễn Thu Hà (VIE)              | 3.650         | 4.500           | 8.250          | —        | 16.400    |
| 6    | Sarochinee Sawakchi (THA)        | 3.200         | 5.150           | 7.650          | —        | 16.000    |
| 7    | Yuliyanti (INA)                  | 2.600         | 4.850           | 7.700          | 0.200    | 14.950    |
| 8    | Cici Mitasari (INA)              | 1.450         | 4.850           | 7.800          | —        | 14.100    |

##### Dải lụa
11 tháng 12
| Hạng | Vận động viên                    | Điểm kỹ thuật | Điểm nghệ thuật | Điểm thực hiện | Điểm trừ | Tổng điểm |
| ---- | -------------------------------- | ------------- | --------------- | -------------- | -------- | --------- |
|      | Tharatip Sridee (THA)            | 5.000         | 5.650           | 8.350          | —        | 19.000    |
|      | Lim Wen Chean (MAS)              | 4.200         | 5.550           | 8.250          | —        | 18.000    |
|      | Durratun Nashihin Bt Rosli (MAS) | 4.100         | 5.800           | 7.850          | —        | 17.750    |
| 4    | Ploychompu Phayonru (THA)        | 4.300         | 4.600           | 7.400          | —        | 16.200    |
| 5    | Yuliyanti (INA)                  | 2.650         | 4.550           | 7.700          | 0.100    | 14.800    |
| 6    | Hồ Thanh Tú (VIE)                | 2.850         | 3.700           | 7.750          | —        | 14.300    |
| 7    | Basco Ma Angelica T (PHI)        | 1.300         | 3.800           | 7.600          | —        | 12.700    |
| 8    | Phạm Ngọc Thu (VIE)              | 1.000         | 3.300           | 6.900          | —        | 11.200    |

### Thể dục Aerobic

#### Đơn nam
12 tháng 12
| Hạng | Vận động viên             | Điểm nghệ thuật | Điểm thực hiện | Điểm độ khó | Điểm trừ độ khó | Giám khảo kỹ thuật | Trưởng ban giám khảo | Tổng điểm |
| ---- | ------------------------- | --------------- | -------------- | ----------- | --------------- | ------------------ | -------------------- | --------- |
|      | Lody (INA)                | 6.30            | 7.00           | 3.35        | —               | —                  | —                    | 16.450    |
|      | Nguyễn Than Huy (VIE)     | 5.50            | 7.10           | 2.35        | —               | —                  | —                    | 14.950    |
|      | Trần Minh Khôi (VIE)      | 5.30            | 7.20           | 2.30        | —               | —                  | —                    | 14.800    |
| 4    | Torchat Pinthong (THA)    | 5.70            | 6.20           | 2.70        | —               | —                  | —                    | 14.600    |
| 5    | Erwin Ongso (INA)         | 5.70            | 5.40           | 3.00        | —               | —                  | —                    | 14.100    |
| 6    | Wanchai Kanjanapimi (THA) | 5.10            | 6.50           | 2.15        | —               | 0.10               | —                    | 13.650    |
| 7    | Busman Bin Noor (MAS)     | 5.00            | 5.30           | 1.30        | 0.50            | —                  | —                    | 11.100    |
| 8    | Peralta Liwliua Jr (PHI)  | 4.20            | 4.40           | 1.00        | 0.50            | —                  | —                    | 9.100     |
| 9    | Freire James Fritz (PHI)  | 5.00            | 4.00           | 0.45        | 0.50            | —                  | —                    | 8.950     |

#### Đơn nữ
12 tháng 12
| Hạng | Vận động viên                | Điểm nghệ thuật | Điểm thực hiện | Điểm độ khó | Điểm trừ độ khó | Giám khảo kỹ thuật | Trưởng ban giám khảo | Tổng điểm |
| ---- | ---------------------------- | --------------- | -------------- | ----------- | --------------- | ------------------ | -------------------- | --------- |
|      | Trịnh Hồng Thanh (VIE)       | 5.30            | 7.80           | 2.05        | —               | —                  | —                    | 15.150    |
|      | Mai Bích Lâm (VIE)           | 5.50            | 7.00           | 2.40        | —               | —                  | —                    | 14.900    |
|      | Inggrid Widyati T (INA)      | 5.70            | 6.00           | 3.00        | —               | —                  | —                    | 14.700    |
| 4    | Warunya Sirikunwiwa (THA)    | 6.00            | 6.50           | 1.55        | —               | —                  | —                    | 14.050    |
| 5    | Tyana Dewi Koesumawati (INA) | 5.40            | 5.60           | 1.90        | —               | —                  | —                    | 12.900    |
| 6    | Teo Hooi Lam (MAS)           | 5.40            | 5.00           | 1.20        | —               | —                  | —                    | 11.600    |
| 7    | Preeyachat Pinthong (THA)    | 5.90            | 5.10           | 0.85        | 1.50            | —                  | —                    | 10.350    |
| 8    | Pamplona Vinia S (PHI)       | 5.30            | 4.70           | 0.80        | 0.50            | —                  | —                    | 10.300    |
| 9    | Duco Lizette L (PHI)         | 5.10            | 5.00           | 0.45        | 1.00            | —                  | 1.00                 | 8.550     |

#### Đôi nam nữ
12 tháng 12
| Hạng | Vận động viên                                          | Điểm nghệ thuật | Điểm thực hiện | Điểm độ khó | Điểm trừ độ khó | Giám khảo kỹ thuật | Trưởng ban giám khảo | Tổng điểm |
| ---- | ------------------------------------------------------ | --------------- | -------------- | ----------- | --------------- | ------------------ | -------------------- | --------- |
|      | Việt Nam (VIE) Nguyễn Tấn Thanh Nguyễn Thị Thanh Hiền  | 5.60            | 6.30           | 1.45        | —               | —                  | —                    | 13.350    |
|      | Indonesia (INA) Tyana Dewi Koesumawati Fahmy Fachrezzy | 5.50            | 5.80           | 2.10        | —               | —                  | 0.50                 | 12.900    |
|      | Philippines (PHI) Roy Jill Anne E Peralta Brian S      | 5.60            | 4.90           | 0.45        | 1.00            | —                  | —                    | 9.950     |
| 4    | Thái Lan (THA) Nattawut Pimpa Suwadee Phruthichai      | 5.20            | 4.80           | 0.80        | 1.00            | —                  | 0.50                 | 9.300     |

#### Nhóm 3 người
12 tháng 12
| Hạng | Vận động viên                                                        | Điểm nghệ thuật | Điểm thực hiện | Điểm độ khó | Điểm trừ độ khó | Giám khảo kỹ thuật | Trưởng ban giám khảo | Tổng điểm |
| ---- | -------------------------------------------------------------------- | --------------- | -------------- | ----------- | --------------- | ------------------ | -------------------- | --------- |
|      | Việt Nam (VIE) Thái Anh Tuấn Nguyễn Tấn Thanh Khứu Tấn Phát          | 5.10            | 7.50           | 1.55        | —               | —                  | —                    | 14.150    |
|      | Thái Lan (THA) Torchat Pinthong Wanchai Kanjanapimine Nattawut Pimpa | 5.30            | 6.20           | 1.50        | —               | —                  | —                    | 13.000    |
|      | Indonesia (INA) Lody Abdullah Maad Fahmy Fachrezzy                   | 5.20            | 5.50           | 2.20        | 0.50            | —                  | 0.50                 | 11.900    |
| 4    | Philippines (PHI)                                                    | 4.80            | 5.00           | 0.278       | 1.50            | —                  | 1.00                 | 7.578     |

## Bảng huy chương
| Hạng               | Đoàn               | Vàng | Bạc | Đồng | Tổng số |
| ------------------ | ------------------ | ---- | --- | ---- | ------- |
| 1                  | Malaysia           | 9    | 8   | 4    | 21      |
| 2                  | Việt Nam           | 7    | 4   | 5    | 16      |
| 3                  | Thái Lan           | 6    | 6   | 5    | 17      |
| 4                  | Indonesia          | 2    | 2   | 4    | 8       |
| 5                  | Philippines        | 2    | 0   | 5    | 7       |
| 6                  | Singapore          | 0    | 3   | 1    | 4       |
| Tổng số (6 đơn vị) | Tổng số (6 đơn vị) | 26   | 23  | 24   | 73      |